# Frida Kahlo
Frida Kahlo Calderón, o Magdalena Carmen Frida Kahlo Calderón, o segons la seva acta de naixement Magdalena Frida Kahlo, (Coyoacán, Ciutat de Mèxic, 6 de juliol de 1907 - Coyoacán, Ciutat de Mèxic, 13 de juliol de 1954) va ser una pintora mexicana.
La seva activitat artística es va formar en el context cultural de la postrevolució mexicana i, ja a partir de vers els anys mil nou-cents vint, Frida va començar a valorar la cultura autòctona, apreciant els valors estètics de l'art popular de Mèxic, demostrant en la seva pintura un sentit dramàtic i violent que es pot trobar també en alguns exvots populars, dels quals en tenia una gran col·lecció. Va formar part, durant els anys 1925 i 1929, d'una tendència estètica de tipus avantguardista europea sorgida a Mèxic, anomenada estridentisme, que tenia com a actitud la construcció d'una nova societat a partir de l'eliminació del vell ordre.
La seva pintura va desenvolupar-se a partir de la influència de diferents estils com el realisme, el surrealisme i el simbolisme. Va saber copsar tot el que tenia al seu voltant –pintures, fotografies, gravats, exvots, exposicions, llibres i viatges–, va estudiar-ho, i això va ajudar-la a definir un estil pictòric propi. Però, com comenta Teresa del Conde en parlar de les pintures de Frida: «cap dels seus quadres hagués pogut generar-se, pel que fa a l'esperit, a partir d'un altre país que no fora Mèxic».
El treball de Kahlo ha estat celebrat internacionalment com a emblemàtic de les tradicions nacionals i indígenes de Mèxic i per les feministes pel que es considera com la seva representació inflexible de l'experiència i la forma femenines.
Durant tota la seva vida va tenir una salut fràgil, patint poliomielitis als sis anys i un greu accident de trànsit als divuit que va fer que hagués de sotmetre's a multitud d'operacions quirúrgiques. El 1929, es va casar amb l'artista Diego Rivera i, com ell, va donar suport al Partit Comunista.

## Biografia

### Família i origen
Va néixer a Coyoacán, al sud de la Ciutat de Mèxic, el 6 de juliol del 1907, malgrat que Frida deia haver nascut el 1910, any de l'inici de la Revolució mexicana: «Vaig néixer amb la Revolució», perquè volia que la seva vida comencés amb el Mèxic modern. Aquest detall mostra la seva singular personalitat, caracteritzada des de la seva infància per un profund sentit de la independència i la rebel·lia contra els hàbits socials i morals ordinaris, moguda per la passió i la sensualitat. Orgullosa de la seva mexicanitat i de la seva tradició cultural, es va enfrontar a la penetració dels costums nord-americans, tot això barrejat amb el seu peculiar sentit de l'humor.
Frida va ser la tercera filla de Guillermo Kahlo, fotògraf d'origen germanohongarès i de religió jueva, i la mexicana Matilde Calderón i González. Les seves dues germanes grans van ser Matilde (nascuda el 1899) i Adriana (nascuda el 1902); després d'elles va néixer el seu únic germà, Guillem (nascut el 1906 i que va sobreviure només uns dies). Frida va néixer al juliol de 1907 i només onze mesos després, al juny de 1908, la seva germana menor, Cristina. Va ser la seva constant companya i l'única de les germanes Kahlo que va deixar descendència.A més, Frida va tenir tres germanes grans per part del pare: Luisa (nascuda el 1894), Maria (nascuda el 1896 i morta als pocs dies de néixer) i Margarita, totes filles del primer matrimoni del seu pare amb María Cardeña Espino (anomenada també Sardenya en algunes fonts), morta en el part de la Margarida a 1898.
No obstant això, d'acord amb l'estudi de Gaby Franger i Rainer Huhle, formava part de la llegenda, instigada per la mateixa Frida, que Guillermo Kahlo tingués arrels hongareses o jueves. Aquests autors sostenen que, probablement, el fotògraf va néixer a Pforzheim, una petita ciutat de l'estat de Baden-Württemberg i que els seus avis i la resta d'avantpassats van pertànyer a la burgesia local i eren de religió luterana. La seva mare, Matilde, va néixer a Ciutat de Mèxic, filla d'Antonio Calderón, fotògraf d'origen indi nascut a Morelia, i d'Isabel González i González, procedent d'una família d'un general espanyol.

### Infància
La seva vida va estar marcada des del seu inici pel patiment físic i les malalties que va patir relacionades amb la poliomielitis, tot i que alguns autors afirmen que va néixer amb una anomalia congènita, l'espina bífida.
Aquesta primera malaltia la va obligar a romandre nou mesos en un llit i li va deixar una seqüela permanent: la cama dreta molt més prima que l'esquerra, per la qual cosa alguns l'anomenaven «Frida, la coixa».Durant la seva joventut, va intentar ocultar aquest problema amb pantalons i, posteriorment, amb faldilles llargues. En aquesta primera època, va ser el seu pare qui es va ocupar especialment d'ella, ajudant-la en els seus exercicis terapèutics poc ortodoxos en la societat mexicana de l'època, futbol i boxa. Frida sempre va tenir un gran amor i admiració cap al seu pare. El 1951, va realitzar "Retrat del meu pare", representant-lo amb el seu instrument de treball, una gran càmera, posant a la part inferior del retrat una banderola i amb la inscripció: «Vaig pintar el meu pare Wilhelm Kahlo, d'origen hongarès-alemany, artista fotògraf de professió, de caràcter generós, intel·ligent i fi, valent perquè va patir epilèpsia durant seixanta anys sense deixar mai de treballar, i va lluitar contra Hitler. Amb adoració, la seva filla Frida Kahlo».
Des de petita, es va mostrar com una ànima rebel i amb ganes de provocar; presentant-se, per exemple, en algunes reunions familiars vestida amb roba d'home. Segons paraules de la mateixa artista: «Les meves joguines van ser les d'un noi: patins i bicicletes.»
No obstant això, l'evident limitació motriu, així com les constants operacions quirúrgiques i tractaments mèdics van fer que Frida es desenvolupés de manera diferent i amb freqüència es veiés impedida de participar en activitats amb altres nens. Diversos dels quadres que després va pintar durant la seva vida adulta reflecteixen la temàtica de la solitud de la seva infància. Un exemple que se cita amb freqüència és l'obra de 1938 "Quatre habitants de Ciutat de Mèxic" un oli sobre metall de 32,4 x 47,6, que mostra una nena petita sentada sobre una superfície amb altura i vestida de tehuana. La nena sembla abandonada i trista, xuclant-se el dit amb desolació. Un altre quadre d'aquest mateix any és "Nena amb màscara de mort o Ella juga sola ", que Frida va pintar en dues versions, mostra a una petita nena d'uns quatre anys amb una màscara de calavera. Si bé es tracta aquí del Dia dels Morts, una celebració que a Mèxic té un caràcter de festa popular, també s'ha comentat el sentiment de soledat que tot i això transmet la petita d'aquest quadre, que se suposa que representa la pròpia Frida.

### Joventut
L'any 1922, va entrar a la Escuela Nacional Preparatoria de Mèxic DF, la més prestigiosa institució educativa del país, que per primera vegada admetia noies com a alumnes. Allà, les seves trapelleries la van convertir en «líder» d'un grup majoritàriament format per nois rebels anomenat «Los Cachuchas», amb els quals va realitzar innombrables malifetes a l'escola. Va ser precisament en aquesta escola on va entrar en contacte amb el seu futur marit, el conegut muralista mexicà Diego Rivera, a qui li havien encarregat pintar un mural a l'amfiteatre Bolívar de l'escola.
Frida va realitzar dos retrats sobre el seu arbre genealògic, l'un el 1936 titulat Els meus avis, els meus pares i jo, en què es va representar com una nena d'uns tres anys al pati de la casa familiar que sostenia una cinta vermella que simbolitzava la sang de la seva família. Aquesta cinta arribava fins als seus avis, els busts dels quals reposaven sobre núvols i envoltava els seus pares, que els va representar com a la fotografia de noces del 1898. Va copiar fil per randa els vestits dels nuvis; sobre el vestit de la seva mare va pintar un fetus encara unit a ella amb el cordó umbilical i, amb to burlesc, va col·locar sota aquest retrat de la seva mare un espermatozoide penetrant dintre d'un òvul. Continuant amb la simbologia, molt a prop es troba una flor en forma de U damunt un cactus rebent el pol·len de la fecundació. Al fons, s'hi pot veure dos paisatges diferents: al de sota, hi ha els avis materns amb muntanyes, mentre que els avis paterns estan simbolitzats per l'oceà.
Va fer-ne una segona versió el 1950, amb el títol de Retrat de la família de Frida. En aquesta pintura, a més dels quatre avis i dels seus pares, hi va fer aparèixer les seves germanes, Matilde i Adriana, en un costat de Frida, mentre que, a l'altre, hi va pintar Cristina entre els seus fills Isolda i Antonio.

### Un tràgic accident
El 17 de setembre del 1925 un accident amb autobús la va deixar amb lesions permanents. Li va quedar la columna vertebral fracturada -gairebé trencada- i es va fracturar diverses costelles, el coll, la pelvis i una cama per onze llocs diferents. El seu múscul es va desfer i un passamà li va travessar el ventre, introduint-se-li pel costat esquerre. Es va haver de sotmetre a trenta-dues operacions quirúrgiques durant tota la seva vida, i va haver d'usar cotilles de diferents tipus, així com diversos mecanismes d'«estirament». Aquest tràgic accident va marcar-li la vida: «Va ser un xoc estrany: no va ser violent, sinó sord, lent i va sacsejar tothom. Però a mi molt més», va escriure Frida sobre el tema.
L'avorriment que li provocava la seva postració la va dur a pintar. El 1926, encara en la seva convalescència, va pintar el primer autoretrat d'una llarga sèrie, en la qual va expressar els esdeveniments de la seva vida i les seves reaccions emocionals respecte a aquests, dedicat al seu xicot Alejandro Gómez Arias, amb qui anava quan va patir l'accident. Així doncs, moltes de les seves creacions eren autoretrats perquè, tal com ella afirmava, «Jo pinto la meva pròpia realitat. L'únic és que pinto perquè ho necessito, i pinto el que se m'ocorre, sense més consideracions».
De l'accident del 1926, en va fer un petit esbós amb llapis anomenat Accident, dibuixant sense cap perspectiva a la part superior el moment del xoc entre l'autobús i el tramvia, amb els ferits a terra i ella en primer terme tota embenada sobre una llitera, mirant el seu autoretrat. Només va fer aquest dibuix sobre l'accident que tant va canviar la seva vida. Molts anys més tard, el 1943, va trobar un exvot amb una situació similar a la que ella havia patit i el va manipular una mica per convertir-lo en el seu propi accident, afegint-hi els rètols de l'autobús, posant les seves celles característiques a la víctima i afegint-hi la inscripció: «Els esposos Guillermo Kahlo i Matilde C. de Kalho donen les gràcies a la Verge dels Dolors per haver salvat la seva nena Frida de l'accident succeït el 1925 a la cantonada de Cuahutemozin i Calzada de Tlalpan», com si realment hagués estat un exvot dels seus pares.

### Un accident anomenatDiego

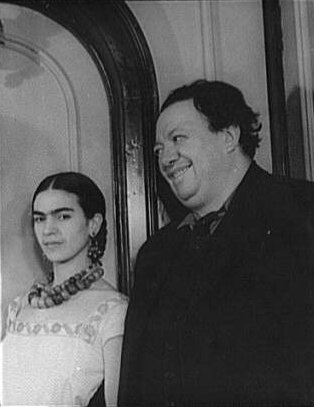
Frida Kahlo amb el seu marit, Diego Rivera

La majoria de les seves pintures les va fer estirada al seu llit i al bany. No obstant això, la seva gran força i energia per a viure li van permetre una important recuperació. Després d'aquesta recuperació, que li va retornar la capacitat de caminar, una amiga íntima la va introduir als ambients artístics de Mèxic on es trobaven, entre d'altres, la coneguda fotògrafa, artista i comunista Tina Modotti i Diego Rivera. Frida admirava Rivera i li va ensenyar obres seves per saber-ne la seva opinió, i aquest va quedar impressionat per aquests treballs, i hi comentà més tard:
| « | Els llenços revelaven una insòlita força expressiva, una exposició precisa dels caràcters i autèntica serietat. Tenien una franquesa fonamental i una personalitat artística pròpia. Transmetien una sensualitat vital enriquida mitjançant una cruel, però sensible, capacitat d'observació. Per a mi era evident que tenia davant meu una veritable artista. | » |
| — | |   |

L'artista va contreure matrimoni amb Rivera el 21 d'agost del 1929 malgrat l'oposició de la família de Frida, que el trobava massa comunista, "rabassut com una pintura de Bruegel" i massa gran per a Frida perquè Diego tenia 21 anys més que ella. «Ningú no va assistir a la boda, excepte el meu pare, que li va dir a Diego: No s'oblidi que la meva filla és una persona malalta i que ho serà tota la vida: és intel·ligent, però no bonica. Pensi-s'ho (...) i si, malgrat tot, desitja casar-se amb ella, li dono el meu consentiment», va escriure Frida sobre el dia de la cerimònia. El matrimoni va metaforitzar-se com «la unió entre un elefant i un colom», perquè Diego era enorme i obès, mentre que ella era petita i prima. D'altra banda, Frida mai va poder tenir fills a causa de les seves lesions, qüestió que va trigar molts anys a acceptar. El casament va ser informat per la premsa mexicana i internacional, i el matrimoni va estar sotmès a una constant atenció dels mitjans de comunicació a Mèxic en els anys següents, amb articles referits a la parella com a simplement "Diego i Frida".
La seva relació va consistir en amor, aventures amb altres persones, vincle creatiu, odi i un divorci el 1939 per després tornar-se a unir. «Ser la dona d'en Diego és la cosa més meravellosa del món. Jo deixo que jugui al matrimoni amb altres dones. Diego no és el marit de ningú i mai no ho serà, però és un gran company.» La creixent reputació de Rivera als Estats Units els va dur a passar entre el 1931 i el 1934 la major part del temps a Nova York i Detroit, ciutat on Frida va patir el segon de tres avortaments, el 4 de juliol. Aquesta dolorosa experiència li va fer crear un esbós en el mateix hospital per després fer-ne la pintura Henry Ford Hospital, en què es mostra ella mateixa nua sobre un llit de l'hospital molt més gran en relació al cos d'ella, mostrant el dramatisme del llençol blanc tacat de sang, mentre sostenia a la mà esquerra tres cordes vermelles simbolitzant venes que enllaçaven amb uns objectes de l'embaràs fracassat; una de les cintes s'unia a un fetus, que era el petit nen perdut.

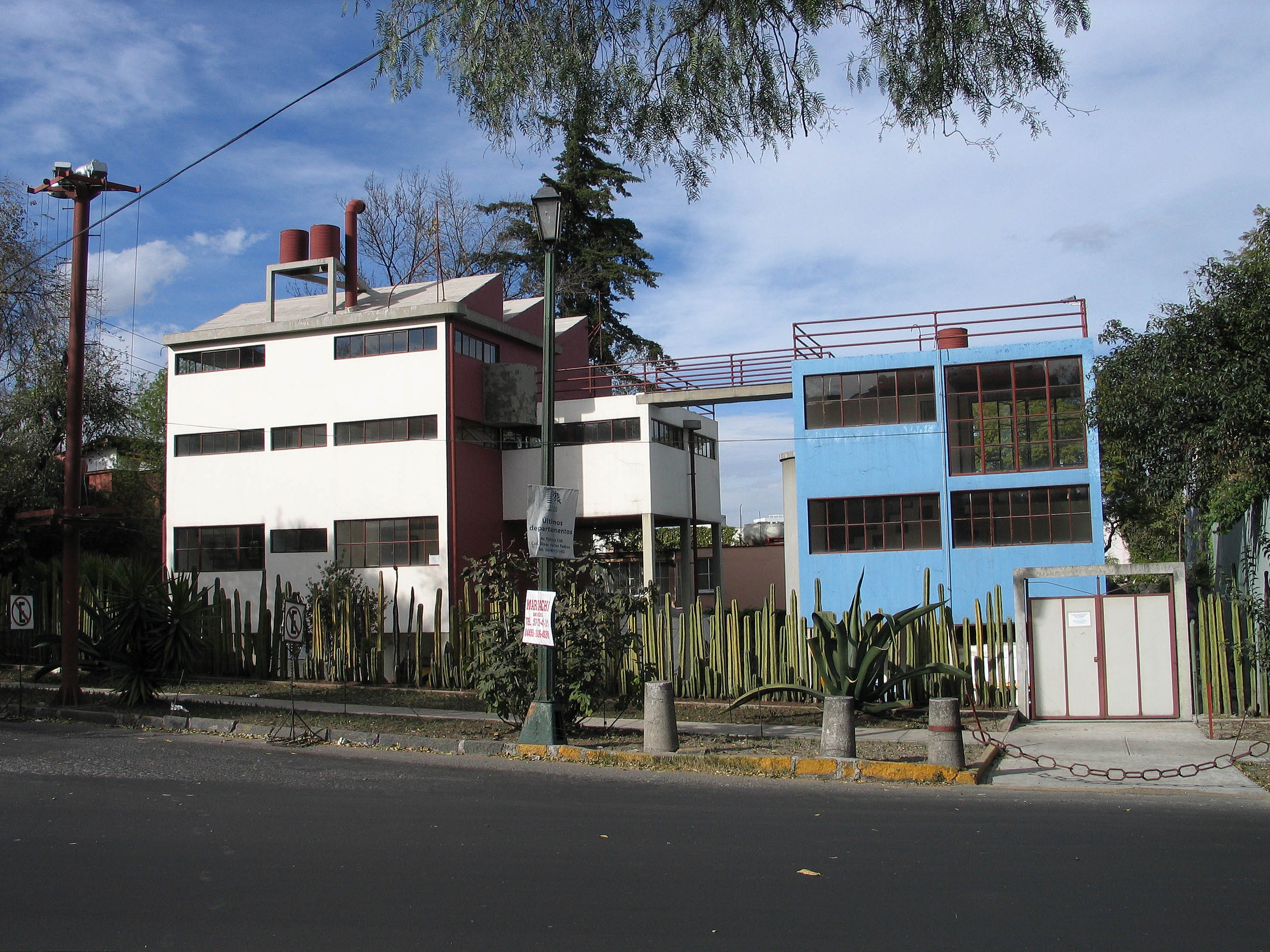
Casa dels pintors Diego Rivera i Frida Kahlo, San Ángel, Ciutat de Mèxic

El desembre del 1933, quan van tornar a Mèxic, van comprar una casa a San Ángel, feta per un arquitecte amic de Rivera, Juan O'Gorman, que tenia dos apartats, un de més petit i de color blau per a Frida i un altre de més gran i de color rosa, on tenia el seu estudi Diego Rivera. Frida va tenir un nou avortament i problemes amb la seva salut, que la van obligar a estar durant algun temps a l'hospital. Malgrat les aventures de Diego amb altres dones, que van arribar a incloure la mateixa germana de la pintora, Cristina Kahlo, Diego va ajudar Frida en molts aspectes: ell va ser qui li va suggerir que portés el vestit tradicional mexicà consistent en llargs vestits de colors i joieria exòtica. Això, al costat del seu aspecte unicellat, es va convertir en la seva marca. Ell estimava la seva pintura i va ser el seu més gran admirador. Frida, en canvi, va ser la major crítica de Diego i l'amor de la seva vida. Frida solia dir que, en la vida, havia patit dos grans accidents: «L'un va ser amb autobús, i l'altre és en Diego». Frida, ferida al seu interior per les infidelitats del seu marit, es va instal·lar a començaments del 1935 en un apartament al centre de Ciutat de Mèxic i va fer un viatge amb dues amigues a Nova York. Quan es va assabentar a finals d'any que la relació entre la seva germana i el seu marit havia acabat va tornar a San Ángel, però les infidelitats per tots dos bàndols van esdevenir una cosa comuna en les seves vides.

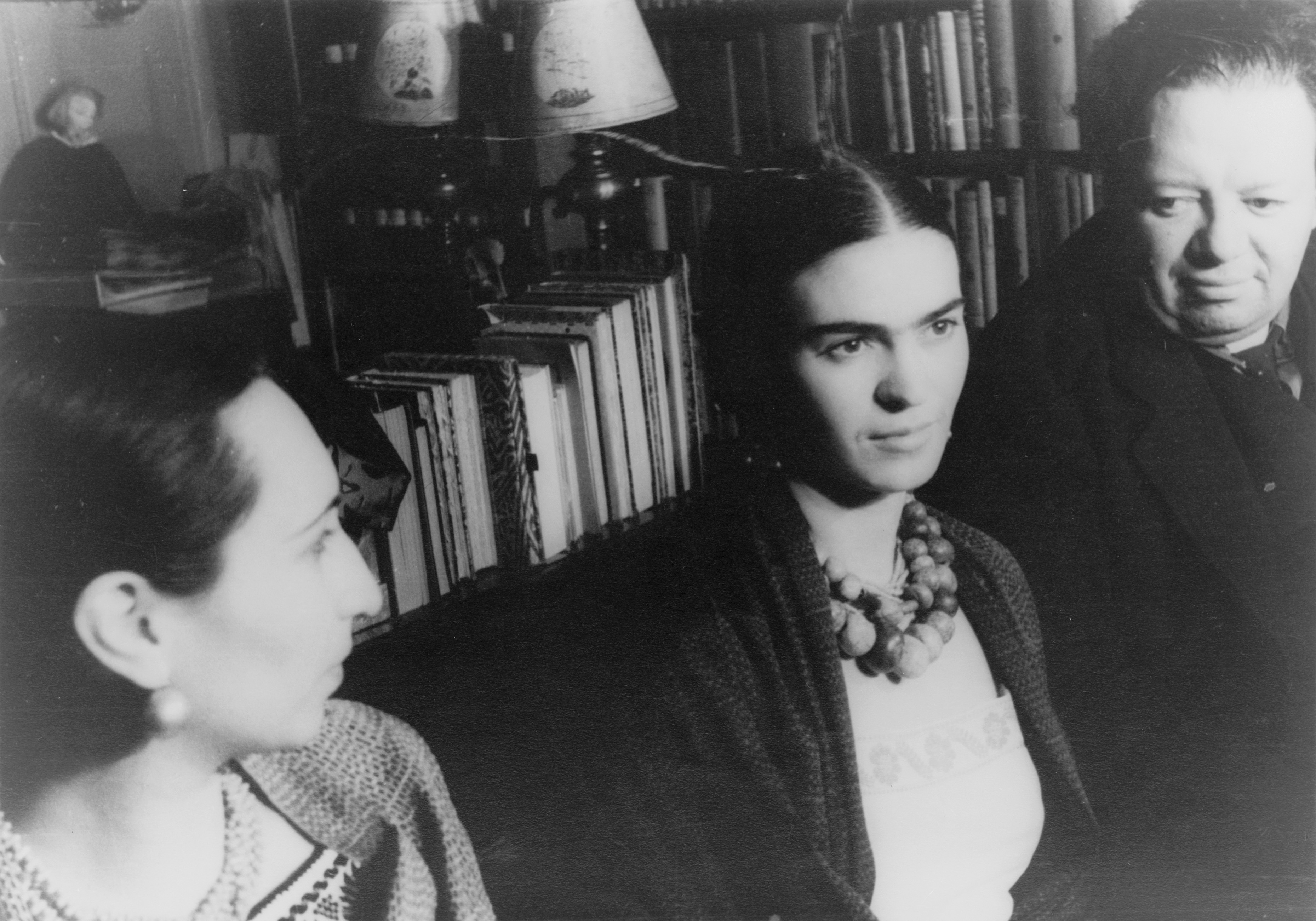
Frida Kahlo amb Malu Block i Diego Rivera l'any 1932.

El 9 de gener del 1937, el matrimoni Rivera va acollir a casa seva l'exiliat Lev Trotski com a refugiat polític. Després d'un romanç amb ell, Frida va realitzar l'Autoretrat entre cortines per regalar-li el 7 de novembre, dia de l'aniversari del soviètic. Aquesta obra va impressionar André Breton en veure-la mesos més tard:
| «                                                                               | A la paret de l'habitació de treball de Trotski he admirat un autoretrat de Frida Kahlo de Rivera. Amb un mantell d'ales de papallona daurades, així abillada, obre una escletxa a la cortina interior. Ens és donat com en els bonics dies del romanticisme alemany, assistir a l'entrada en escena d'una bella jove dotada amb tots els poders de la seducció. | » |
| — André Breton, Frida Kahlo: Le Surréalisme et la Peinture (1943) Paris pàg.148 | |   |

A finals del 1939 van signar el divorci, tot i que aparentment les coses van seguir igual, anant a concerts i exposicions junts. Frida va participar en l'Exposició Internacional del Surrealisme a la galeria d'Art Modern de Ciutat de Mèxic i a l'Exposició de San Francisco. En ambdues, presenta la seva pintura Les dues Frides, realitzada poc després del seu divorci amb Diego Rivera; és un autoretrat constituït de dues personalitats; amb aquest quadre, assimila la crisi matrimonial, mitjançant la separació entre la Frida amb vestit de tehuana, el favorit de Diego, i l'altra Frida, d'arrels europees, la qual va existir abans de la seva trobada amb ell. Els cors de les dues dones estan connectats a l'altre per una vena, la part europea rebutjada de Frida Kahlo que és amenaçada de perdre tota la seva sang.

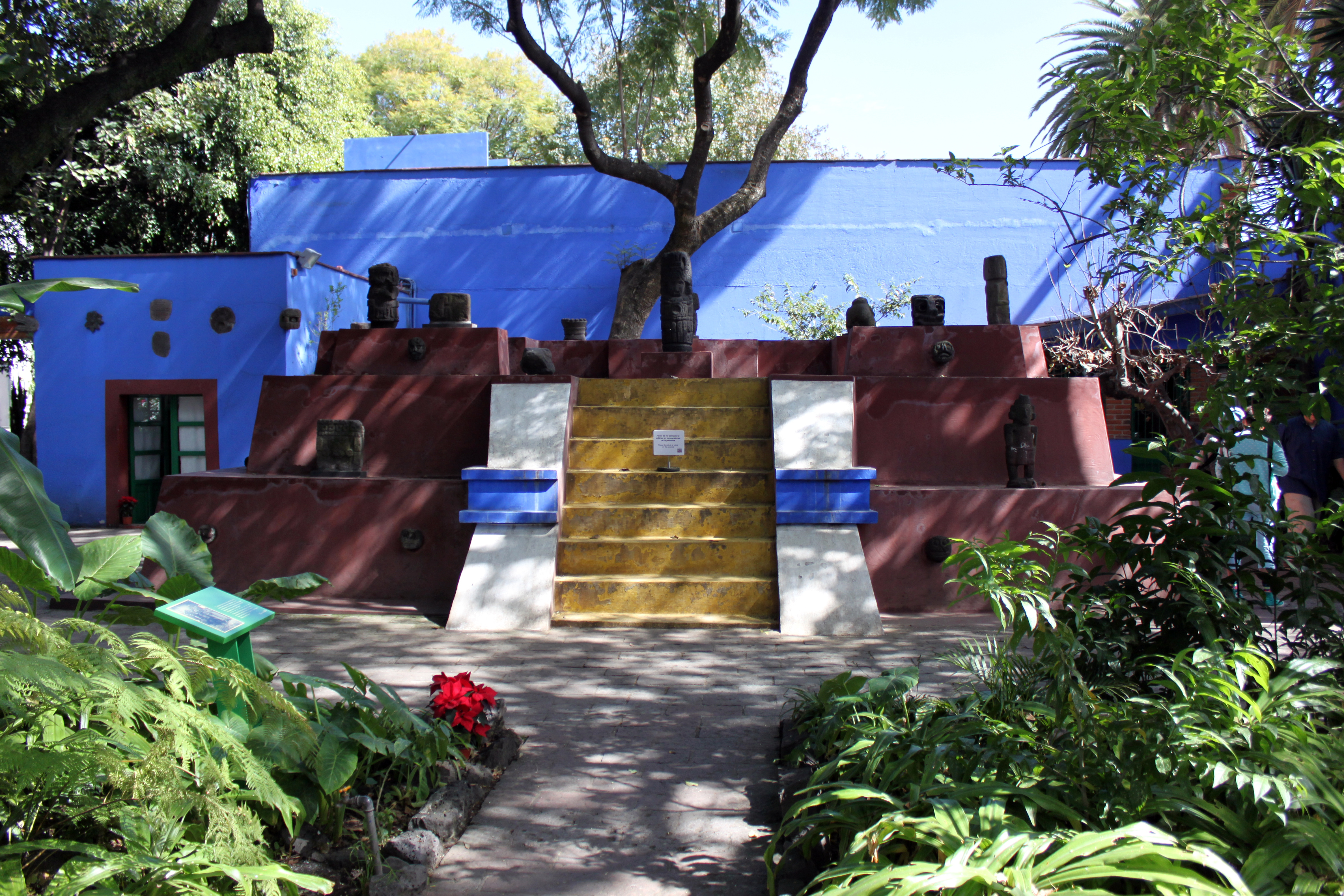
Jardí de la Casa Azul, darrer domicili de Frida

Davant les noves molèsties que sentia, el 1940 va viatjar a San Francisco per ser tractada pel Dr. Eloesser. Estant a l'hospital, Rivera li va demanar novament que es casessin, segons va explicar el pintor, i Frida va acceptar amb unes condicions:
| «              | ... volia mantenir-se econòmicament amb els guanys del seu treball, que jo pagués la meitat de les despeses de la llar, res més, i que no tindríem relacions sexuals. En explicar aquesta última estipulació, va afirmar que li era impossible fer l'amor amb mi, mentre les imatges de totes les altres dones li passaven pel cap, i això li causava una barrera psicològica tan bon punt m'acostava a ella. Em vaig sentir tan content per tenir novament Frida amb mi que em vaig prestar a tot. | » |
| — Diego Rivera | |   |

 Es van casar per segona vegada el dia 8 de desembre del 1940. Després de dues setmanes junts a Califòrnia, Frida va tornar per preparar les noves habitacions a la seva Casa Azul, nou domicili del matrimoni, mentre ell es va quedar per acabar uns encàrrecs pendents.
Frida Kahlo va ser considerada al llarg de la seva vida una figura icònica del feminisme a causa de les seves contínues mostres d'autosuficiencia, valentía i fortalesa. Actualment segueix sent recordada com un gran exemple i lleial defensora dels drets humans de les dones motiu pel qual és una de les figures femenines més homenatjades cada 8 de març, tal com van mostrar diverses celebritats en els perfils de les seves xarxes socials com ara Salma Hayek, entre d'altres, aquest darrer any 2018.

## Retrats
Quan va tenir l'accident, el seu llit va ser cobert per una espècie de baldaquí, al costat inferior del qual es va col·locar un mirall perquè Frida es pogués veure i servir-se com a model. Aquí van començar els seus famosos autoretrats, tema que va ser el més recurrent en la pintura de l'artista. Es va pintar en paisatges àrids o fredes habitacions on es copsava la seva solitud, de vegades amb petits animals, com ara micos, granotes, papagais o gats, de vegades amb la flora mexicana. Segons la mateixa artista va dir: «Em retrato a mi mateixa perquè passo molt de temps sola i perquè sóc el motiu que millor conec». Els retrats de bust els realitzava amb petits atributs que posseeixen un significat simbòlic, mentre que en els quals es troba dempeus acostumen a representar una escena, la majoria de la vida de la mateixa artista. Gairebé sempre es presentava el rostre com una màscara sense mostrar sentiments; els ulls estan coberts per les celles fosques que neixen sobre el nas com unes ales d'ocell i és el que li dona més expressivitat a la cara. La simbologia està treta d'antics retaules mexicans de creences populars i elements surrealistes que estan units a la mateixa realitat de Frida.
En el seu primer Autoretrat amb vestit de vellut, encara s'aprecia la influència de la pintura mexicana dels retrats del segle xix, mentre que per un altre costat recorden la pintura europea. Es representa de mig cos i de tres quarts el gir de la cara, amb un coll més llarg del normal. Frida exposa, com mai més en cap altre retrat, els seus sentiments, amb la seva pell de color clar que contrasta amb el fons fosc. El seu concepte la pintura s'assembla als autoretrats de Dürer del segle xvi, en què es presentava el pintor per ser admirat. Frida, com ell, en aquest retrat es toca el nas i l'allarga per donar-se més elegància i suavitat. En aquesta pintura, sens dubte, Frida volia mantenir o recuperar l'amor que ja temia haver perdut de Gómez Arias.
Autoretrats de bust:
- Autoretrat amb vestit de vellut (1926) Pintura a l'oli. Llegat d'Alejandro Gómez Arias, Ciutat de Mèxic
- Autoretrat El temps vola (1929) Pintura a l'oli. Col·lecció privada
- Autoretrat (1930) Pintura a l'oli, Museum of Fine Arts, Boston
- Autoretrat amb collaret (1933) Pintura a l'oli sobre metall. Col·lecció Gelman-Ciutat de Mèxic
- Autoretrat very ugly (1933) Pintura al fresc. Col·lecció privada
- Autoretrat The Frame (1938) Pintura a l'oli sobre vidre i alumini. Centre Georges Pompidou, París
- Autoretrat amb mico (1938) Pintura a l'oli. Albright-Knox Art Gallery, Buffalo
- Autoretrat amb collaret d'espines (1940) Pintura a l'oli. The University of Texas, Austin
- Autoretrat amb mico (1940) Pintura a l'oli. Col·lecció Otto Atencio Troconis, Caracas
- Autoretrat dedicat al Dr. Eloesser (1940) Pintura a l'oli. Col·lecció privada
- Autoretrat amb trena (1941) Pintura a l'oli. Col·lecció Jacques i Natasha Gelman, Ciutat de Mèxic
- Autoretrat com Tehuana (1943) Pintura a l'oli. Col·lecció Jacques i Natasha Gelman, Ciutat de Mèxic
- Autoretrat amb micos (1943) Pintura a l'oli. Col·lecció Jacques i Natasha Gelman, Ciutat de Mèxic
- Autoretrat amb changuito (1945) Pintura a l'oli. Fundació Robert Nrady, Cuernavaca
- Autoretrat amb els cabells a l'aire (1947) Pintura a l'oli. Col·lecció privada
- Autoretrat (1948) Pintura a l'oli. Col·lecció privada
- Autoretrat amb el retrat de Diego al pit i Maria entre les celles (1953-54) Pintura a l'oli. Parador desconegut

## Darrers temps

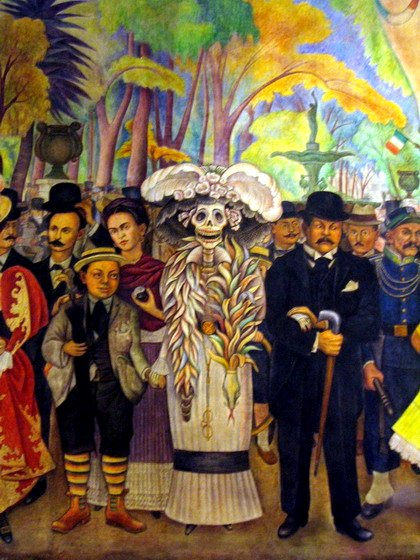
Detall del Somni d'una tarda de diumenge al parc de l'Alameda o The Kid (1947-1948), mural de Diego Rivera on representa el paper que va assumir Frida com a mare protectora, Diego es representa com un nen, mentre que Frida el protegeix amb la mà dreta sobre l'espatlla, mentre a l'esquerra sosté el símbol Yin-Yang.

El 1938, el poeta i assagista del surrealisme André Breton va qualificar la seva obra de surrealista, en un assaig que escriu per a l'exposició de Kahlo a la galeria Julien Levy de Nova York. No obstant això, ella mateixa va declarar més tard: «Creien que jo era surrealista, però no ho era. Mai vaig pintar els meus somnis. Vaig pintar la meva pròpia realitat». El 1939, exposa a la galeria Renou et Colle París gràcies a Breton. Durant la seva estada a la capital francesa, va relacionar-se amb el pintor Picasso i va aparèixer a la portada del Vogue francès. El Museu del Louvre va adquirir un autoretrat seu.
A partir del 1943, va fer classes a l'escola La Maragda de Mèxic DF.
Els últims anys de la seva vida, la seva pintura es va inclinar cap a les natures mortes, en què va representar normalment fruits amb símbols polítics, com la bandera mexicana clavada en una síndria o la col·locació del colom blanc de la pau entre la fruita. Altres tres obres de la seva última fase tenen caràcter polític: Autoretrat amb Stalin (c. 1954), un retrat de Stalin inacabat i El marxisme sanarà els malalts (c. 1954), en què Frida es representa al centre, vestida amb faldilla llarga i amb la seva clàssica cotilla que utilitzava des del seu accident de trànsit, mentre es troba sostinguda per dues grans mans que representen el marxisme guarint-la, per la qual cosa pot deixar anar les crosses. A la mà esquerra sosté el llibre vermell. Es pot veure l'efígie de Karl Marx ofegant l'àguila amb el cap de l'Oncle Sam i el colom de la pau sobre el cel blau.
La primavera del 1953, la Galería d'Arte Contemporáneo de Mèxic li va organitzar, per primera vegada, una important exposició individual. La salut de Frida era molt fràgil i els metges li van prohibir assistir-hi. Minuts després que tots els convidats es trobessin a l'interior de la galeria, es van començar a escoltar sirenes des de l'exterior i la gent embogida es va dirigir a l'exterior. Allà, hi havia una ambulància acompanyada d'un escorta amb motocicleta. Frida Kahlo havia estat acompanyada en un llit d'hospital a la seva exposició. Els fotògrafs i els periodistes es van quedar impressionats. Se la va col·locar al centre de la galeria i la multitud va anar a saludar-la. Frida va explicar acudits, va cantar i va beure tota la tarda. L'exhibició havia estat un èxit rotund.

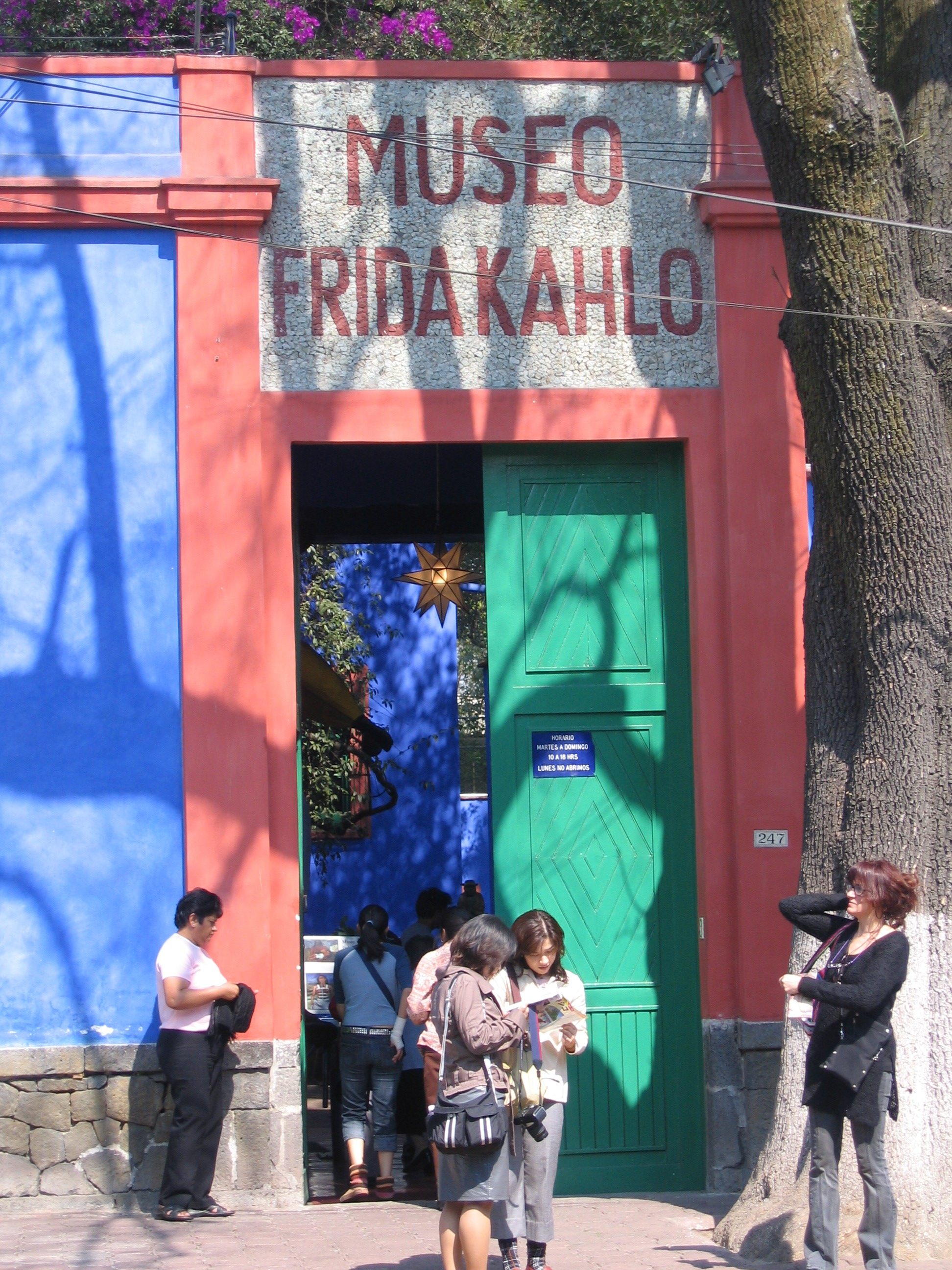
La Casa Azul, Museu Frida Kahlo

Aquell mateix any li van haver d'amputar la cama per sota del genoll per culpa d'una infecció de gangrena. Això la va deixar en una gran depressió que la va portar a intentar el suïcidi en un parell d'ocasions. Durant aquest temps, com que no podia fer gaire cosa, va escriure poemes als seus diaris, la majoria relacionats amb el dolor i remordiment: «Em van amputar la cama fa sis mesos; han estat segles de tortura i en alguns moments gairebé vaig perdre la raó. Encara tinc ganes de suïcidar-me. En Diego és qui m'atura per la meva vanitat de creure que li puc fer falta. Ell m'ho ha dit i jo m'ho crec. Però mai en la meva vida no havia patit tant. M'esperaré una mica», va escriure l'11 de febrer del 1954.
Va morir a Coyoacán el 13 de juliol del 1954. Les seves últimes paraules en el seu diari van ser: «Espero que la marxa sigui feliç i espero no tornar». Va ser vetllada al Palau de Belles Arts de Ciutat de Mèxic i el seu fèretre va ser cobert amb la bandera del Partit Comunista mexicà, cosa que va ser molt criticada per tota la premsa nacional. El seu cos va ser incinerat i les seves cendres són acollides a la Casa Azul de Coyoacán, lloc que la va veure néixer.
Passats quatre anys de la seva mort, la Casa Azul es va convertir en el Museu Frida Kahlo.

### Diari de Frida
L'any 1944, Frida Kahlo va començar a escriure el seu diari personal. En una senzilla llibreta, les paraules s'hi alternaven amb dibuixos o s'alineaven per donar lloc a poemes que parlaven sobretot de Diego Rivera i del patiment.
Comentava també tota la seva infància i la seva joventut, la sexualitat, la fertilitat, i els seus dolors físics, tota la seva forma de pensar i sentir. Va realitzar dibuixos a l'aquarel·la i amb tintes. Va escriure el que per a ella representaven els colors que emprava en les seves pintures:
- Verd - llum tèbia i bona.
- Magenta - asteca. Tlapalli. Vella sang de figa de moro, el més viu i antic.
- Cafè - color de mola, de fulla que se'n va; terra.
- Groc - bogeria, malaltia, por. Part del sol i de l'alegria.
- Blau cobalt - electricitat i puresa. Amor.
- Negre - res no és negre, realment no és res.
- Verd fulla - fulles, tristor, ciència. Alemanya sencera és d'aquest color.
- Groc verdós -més bogeria i misteri. Tots els fantasmes usen roba d'aquest color... quan menys roba interior.
- Verd fosc - color d'anuncis dolents i de bons negocis.
- Blau marí -distància. La tendresa també pot ser d'aquest blau.
- Vermell - sang? Doncs, qui sap!

Fragment del Diari de Frida Kahlo

## Estil pictòric
L'estil pictòric de Frida Kahlo va tenir diverses etapes molt lligades a la seva vida. Kahlo va gaudir de l'art des de molt petita, rebent instruccions de dibuix de l'amic del seu pare, el gravador Fernando Fernández i omplint quaderns amb esbossos. El 1925 va començar a treballar fora de l'escola per ajudar la seva família. Després de treballar breument com a estenògrafa, es va convertir en un aprenent de gravat pagat per a Fernández. Va quedar impressionat pel seu talent, encara que no considera l'art com a carrera en aquell moment. Les seves primeres pintures i correspondències mostren que es va inspirar especialment en artistes europeus, en particular mestres del Renaixement com Sandro Botticelli i Bronzino i en moviments avantguardistes com Neue Sachlichkeit i el cubisme.

De fet, el seu inici en el món de la pintura es va produir poc després de l'accident que va patir, i va ser aquest període el més realista, amb alguns influxos de l'art europeu. Més tard, l'obra de Diego Rivera va fer que emprés un estil més senzill i que la seva pintura tingués un colorit més pla i uns colors més brillants, amb un cert caràcter ingenu i tradicional popular mexicà, representant en les seves obres les narracions de la seva pròpia vida amb la inclusió de símbols dins d'un espai pictòric sense perspectiva, i arribà a poc a poc a un estil relacionat amb el surrealisme, sense abandonar mai el realisme. En els darrers anys de vida de l'artista, la seva pintura va passar a convertir-se en una pintura amb conceptes polítics, encara que segons les seves paraules: «La meva pintura no és revolucionària, perquè em continuo fent il·lusions que és combativa». En el seu diari, també va escriure:
| « | Tinc molta inquietud amb l'assumpte de la meva pintura. Sobretot per transformar-la perquè sigui una mica útil al moviment revolucionari comunista […] l'única raó real per viure. | » |

 L'art de Frida és un desafiament constant davant la ideologia dominant. Sens dubte, la seva obra és la visió d'ella mateixa, ella és el «subjecte que pinta i el subjecte pintat» i expressa tot el que sent.

## Centenari del naixement de Frida Kahlo
El 2007, es van complir 100 anys del naixement de Frida, considerada pels crítics com l'artista mexicana més coneguda al món. Durant tot l'any 2007, a Mèxic, es van organitzar diversos actes per commemorar-ne l'aniversari. El més important va ser la gran exposició que, amb el títol de «Frida Kahlo, 1907-2007. Homenaje Nacional», va organitzar-se al Palau de Belles Arts de la ciutat de Mèxic. S'hi van exhibir 354 peces de l'artista entre olis, dibuixos, aquarel·les, gravats, cartes i fotografies, que van formar la mostra més gran mai exposada de Frida Kahlo, segons l'Instituto Nacional de Bellas Artes (INBA). L'exposició de l'artista, al seu tancament, havia superat la xifra total de més de 400.000 visitants,

rècord d'assistència entre les exposicions fetes en el Palau de Belles Arts i una de les exposicions més visitades a Mèxic.

## La Casa Azul
«La Casa Azul», avui Museu Frida Kahlo, es troba a Coyoacán a la cantonada de Londres i Allende, Ciutat de Mèxic. Aquí va néixer, créixer i va passar gran part de la seva vida Frida Kahlo. Aquesta casa havia sigut construïda pels seus pares el 1904 i apareix pintada per Frida en un quadre de 1936 (Mis abuelos, mis Padres y yo, un oli i tempera sobre metall de 30,7 × 34,5 cm). Aquesta obra mostra a Frida com una nena petita emergint del pati central de la casa de Coyoacán, sobre ella els seus pares i al mig de l'oceà els seus avis.
Després de la mort de Frida Kahlo, la casa va ser donada per Diego Rivera i des de 1957 és un museu que conté objectes de la seva vida i és un destí popular per als turistes.

## Filmografia
| Any  | Pel·lícula             | Director     | Actors        |
| ---- | ---------------------- | ------------ | ------------- |
| 1984 | Frida, naturaleza viva | Paul Leduc   | Ofelia Medina |
| 2002 | Frida                  | Julie Taymor | Salma Hayek   |

## Obra
Algunes de les seves obres: 
- Frida y Diego Rivera o Frida Kahlo y Diego Rivera,1931
- Henry Ford Hospital o La cama volando, 1932
- Autorretrato en la frontera entre México y los Estados Unidos, 1932
- Allá cuelga mi vestido o New York, 1933
- Lo que vi en el agua o Lo que el agua me dio, 1938
- El Guardián 1939
- El suicidio de Dorothy Hale, 1938/39
- Dos desnudos en un bosque o La tierra misma o Mi nana y yo, 1939
- Las dos Fridas, 1939
- Autorretrato con pelo cortado, 1940
- La columna rota, 1944
- Moisés o Núcleo solar, 1945.
- Árbol de la esperanza mantente firme, 1946
- El Venadito o El venado herido o Soy un pobre venadito, 1946
- El abrazo de amor de El universo, la tierra (México), Yo, Diego y el señor Xólotl, 1949
- Diego i jo, 1949
- El marxisme sanarà els malalts c. 1954

## Llegat
Frida Kahlo ha estat votada en un procés participatiu realitzat al març del 2010 a Palafrugell de dones que mereixen un carrer.